# Kredoporek łzawiący

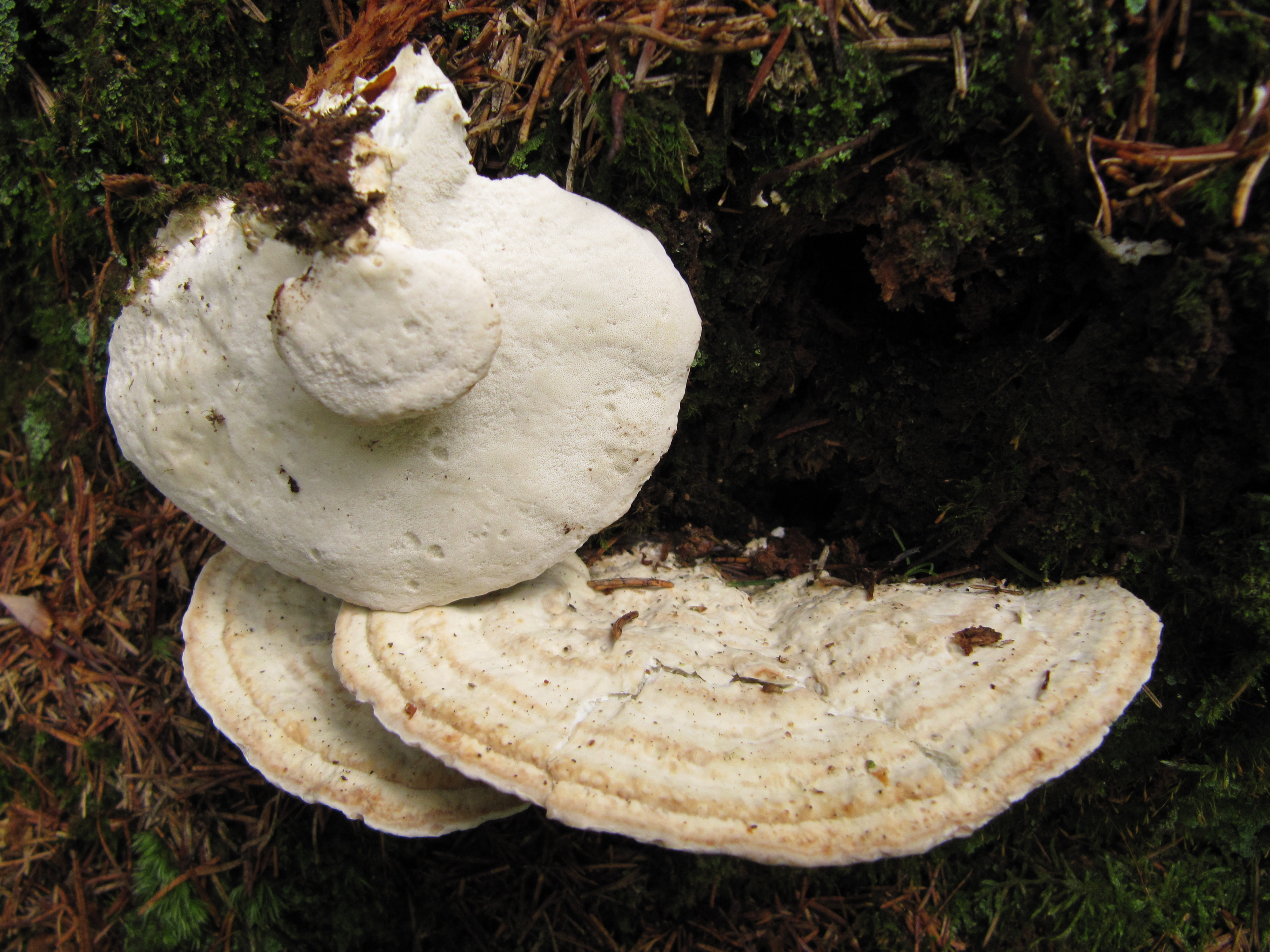

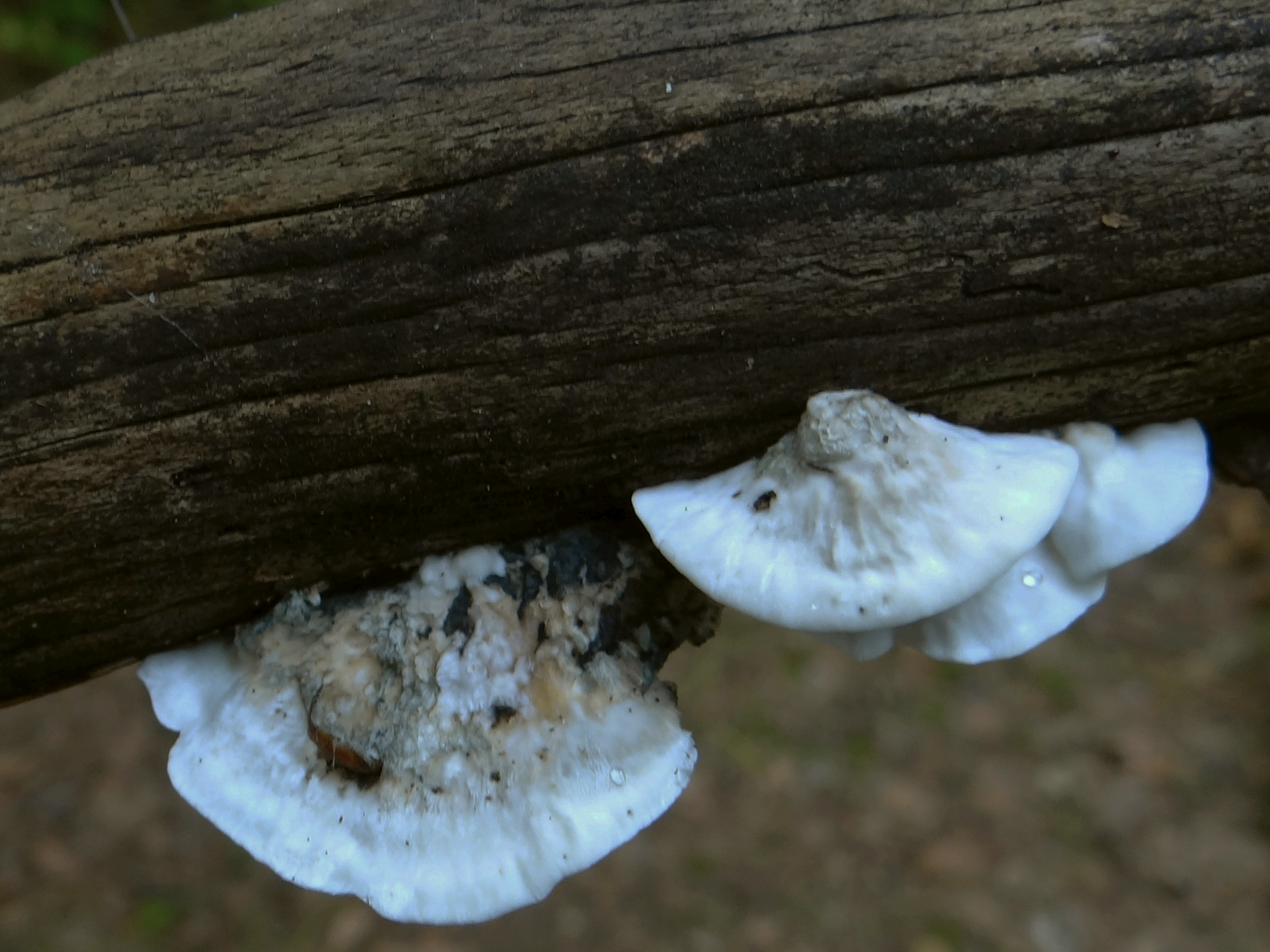

Kredoporek łzawiący (Calcipostia guttulata (Sacc.) B.K. Cui, L.L. Shen & Y.C. Dai) – gatunek grzybów z rzędu żagwiowców (Polyporales).

## Systematyka i nazewnictwo
Pozycja w klasyfikacji: Calcipostia, Incertae sedis, Polyporales, Incertae sedis, Agaricomycetes, Agaricomycotina, Basidiomycota, Fungi.
Po raz pierwszy takson ten zdiagnozował w 1888 r. Pier Andrea Saccardo nadając mu nazwę Polyporus guttulatus. Obecną, uznaną przez Index Fungorum nazwę nadali mu w 2019 r.B.K. Cui, L.L. Shen & Y.C. Dai przenosząc go do rodzaju Calcipostia. Jest to takson monotypowy.
Ma 12 synonimów. Niektóre z nich:

- Oligoporus guttulatus (Sacc.) Gilb. & Ryvarden 1985
- Polyporus substipitatus (Murrill) Murrill 1912
- Polyporus tiliophilus (Murrill) Sacc. & Trotter 1912
- Postia guttulata (Sacc.) Jülich 1982
- Spongiporus guttulatus (Sacc.) A. David 1980
- Tyromyces guttulatus (Sacc.) Murrill 1907
- Tyromyces substipitatus Murrill 1912
- Tyromyces tiliophilus Murrill 1907[2].

Władysław Wojewoda w 2003 r. zaproponował nazwę drobnoporek łzawiący dla synonimu Oligoporus guttulatus. Przez S. Domańskiego gatunek ten opisywany był jako białak gorzki, forma łzawiąca. W atlasach grzybów opisywany jest jako białak łzawiący. Po przeniesieniu do rodzaju Calcipostia wszystkie dotychczas stosowane nazwy stały się niespójne z nazwą naukową. Obecna nazwa została wprowadzona w 2025 r. przez Komisję ds. Polskiego Nazewnictwa Grzybów Polskiego Towarzystwa Mykologicznego.

## Morfologia
Owocnik
Jednoroczny. Do podłoża przyrasta bokiem lub wyraźnie zwężona nasadą. Owocniki wyrastają pojedynczo lub w nielicznych skupiskach, dachówkowato. Pojedynczy ma średnicę 3–12 cm i grubość 4–8 cm. Kształt półkolisty, nerkowaty, wachlarzowaty lub konsolowaty. Brzeg u młodych owocników ostry, czasami nieco wcinany, u starszych obły, pogrubiony i ciemniejszy. Czasami (rzadko) owocnik jest rozpostarto-odgięty. Górna powierzchnia owocnika jest gładka lub omszona, przy nasadzie zazwyczaj nierówna, pagórkowata lub brodawkowana. U młodych owocników jest biała, potem kremowa, u starszych bladożółtobrunatna z ciemniejszymi plamami i jamkami. Powstają one w miejscach, w których owocnik wydziela krople cieczy.
Hymenofor
Rurkowaty, znajduje się na dolnej stronie owocnika. Rurki mają długość 3–7 mm, barwę od białej do kremowej i tworzą jedną tylko warstwę ukośnie zbiegającą w dół. Pory o kształcie od okrągłego do labiryntowatego. Na 1 mm mieszczą się 3–4. Podczas wilgotnej pogody rurki wydzielają krople bezbarwnej lub białej cieczy.
Miąższ
Biały, o grubości 5–15 mm. U młodych owocników mięsisty i soczysty, u starszych włóknisty i łykowaty. Po wysuszeniu staje się twardy i łamliwy. W smaku początkowo jest słabo kwaskowaty, później piekący i gorzki. Zapach ostry i nieprzyjemny.
Cechy mikroskopowe
System strzępkowy monomityczny. Strzępki w miąższu ze sprzążkami, bardzo grubościenne z wąskim światłem. Mają szerokość 4–8(12) μm, na ich przegrodach sporadycznie występują guzki. Tuż za przegrodą strzępki zazwyczaj rozgałęziają się. Strzępki tramy są głównie cienkościenne. Cystyd brak, występują natomiast cystydiole o rozmiarach 13–18 × 4–5 μm. Nie wystają ponad powierzchnię hymenium. Podstawki zgrubiałe, 4–sterygmowe, o rozmiarach 15–20 × 5–6 μm, ze sprzążkami w nasadzie. Zarodniki podłużnie elipsoidalne, bezbarwne, gładkie, nieamyloidalne, o rozmiarach 4–5 × 2–2,5 μm.
Gatunki podobne
Jest wiele gatunków drobnoporków, drobnoporka łzawiącego łatwo jednak odróżnić po kilku charakterystycznych cechach:
- podczas wilgotnej pogody wydziela białą lub bezbarwną ciecz, zarówno z hymenoforu, jak i na powierzchni kapelusza[4],
- kapelusz ma nierówną, guzkowatą powierzchnię, na której występują jamki po wyschnięciu cieczy[6],
- ma charakterystyczny zapach podobny do zapachu korzeniowca[4].

## Występowanie i siedlisko
Notowany jest w Ameryce Północnej, Europie, Azji, Australii i na Nowej Zelandii. Najwięcej stanowisk podano w Europie. Jego zasięg geograficzny mniej więcej pokrywa się z zasięgiem świerka. W Polsce gatunek rzadki. Znajduje się na Czerwonej liście roślin i grzybów Polski. Ma status E – gatunek zagrożony wymarciem, którego przeżycie jest mało prawdopodobne, jeśli nadal będą działać czynniki zagrożenia.
Występuje w lasach iglastych i mieszanych. Rozwija się na martwym drewnie drzew iglastych, głównie na świerkach, sosnach i jodłach, rzadko na brzozach i grabach. Zazwyczaj pojawia się na martwych, leżących na ziemi pniach oraz na pniakach, czasami jednak atakuje również drzewa żywe – wnika do nich przez uszkodzenia. Zdarza się również na drewnie użytkowym, np. w kopalniach. Na opanowanym drewnie rozwija się przez kilka lat, co roku wytwarzając nowe owocniki.

## Znaczenie
Grzyb niejadalny. Jest grzybem saprotroficznym, rzadziej pasożytem. Powoduje bardzo intensywną brunatną zgniliznę drewna.